# Meister von 1477

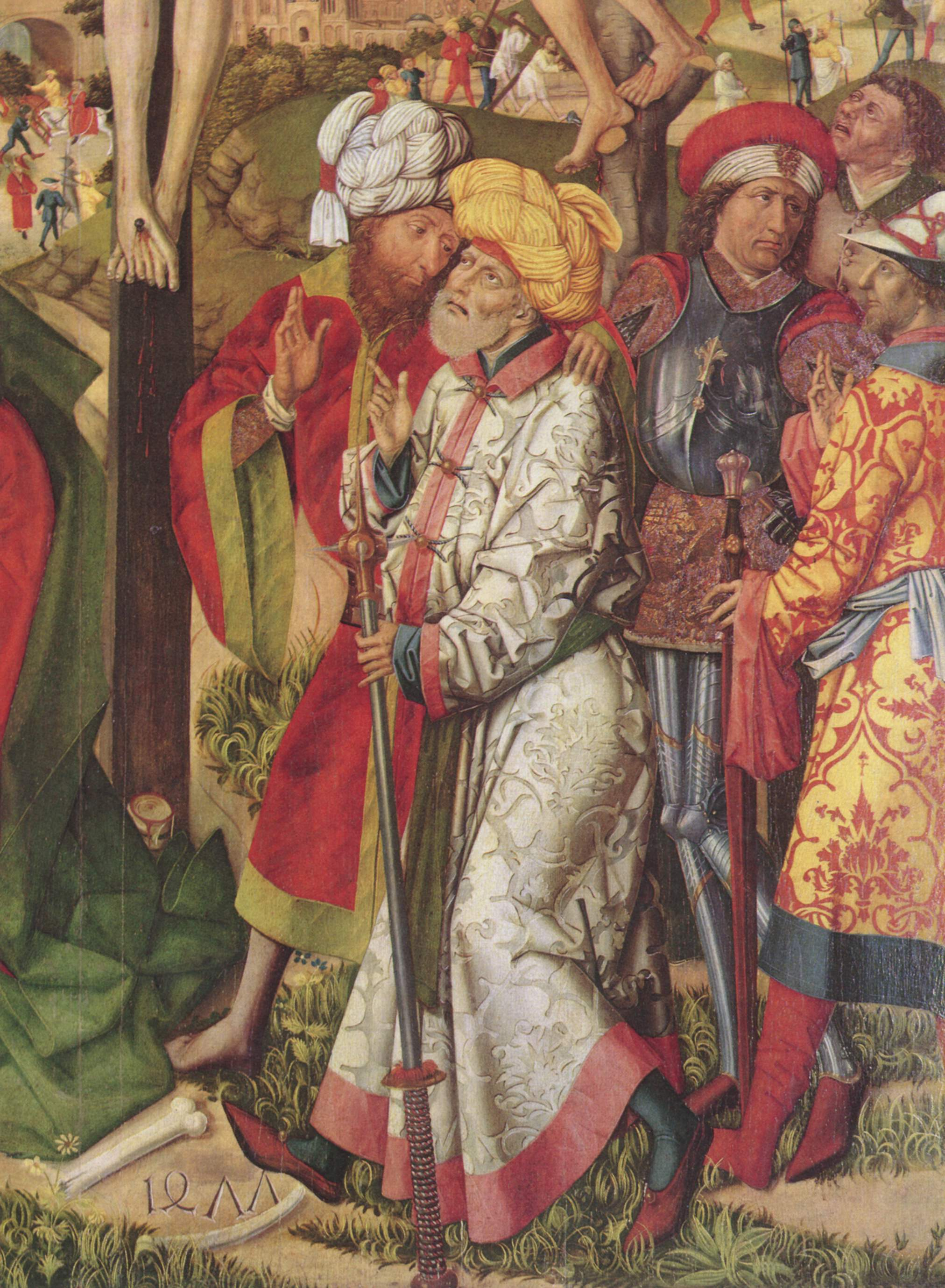
Meister von 1477: Kalvarienberg, Detail

Als Meister von 1477 wird ein namentlich  nicht bekannter Maler der Spätgotik bezeichnet, der in der 2. Hälfte des 15. Jahrhunderts in Augsburg tätig war. Er erhielt seinen Notnamen nach einer Jahreszahl auf einem seiner Bilder. Ebenso wie Thoman Burgkmair (1444–1523) wird ihm ein Einfluss auf andere Maler der Augsburger Spätgotik zugeschrieben.
Werke (Auswahl)
- Kreuzigung Christi, Städtische Kunstsammlungen, Augsburg[3]
- 37 Federzeichnungen, Universitätsbibliothek Würzburg